# 崇德公主

崇德公主（15世纪—1489年），明朝公主，明英宗与楊安妃之女。
成化二年，公主下嫁楊偉。楊偉为楊善之孙。生有一子杨玺。
弘治二年，公主去世。